# Course en ligne féminine aux championnats du monde de cyclisme sur route 1970
Navigation
1969 1971
La course en ligne féminine aux championnats du monde de cyclisme sur route 1970 a lieu le 15 août 1970 à Leicester au Royaume-Uni. Cette édition est remportée par la Soviètique Anna Konkina.

## Classement
|                                    | Coureuse                   | Pays             |    | Temps           |
| ---------------------------------- | -------------------------- | ---------------- | -- | --------------- |
| Médaille d'or, Coupe du Monde      | Anna Konkina               | Union soviétique | en | 1 h 39 min 54 s |
| Médaille d'argent, Coupe du Monde  | Morena Tartagni            | Italie           | +  |                 |
| Médaille de bronze, Coupe du Monde | Raisa Obodovskaja          | Union soviétique |    |                 |
| 4                                  | Nina Trofimova             | Union soviétique |    |                 |
| 5                                  | Truus van der Plaat        | Pays-Bas         |    |                 |
| 6                                  | Keetie van Oosten-Hage     | Pays-Bas         |    |                 |
| 7                                  | Audrey McElmury            | États-Unis       |    |                 |
| 8                                  | Christiane Geerts          | Belgique         |    |                 |
| 9                                  | Ann Bailey                 | Royaume-Uni      |    |                 |
| 10                                 | Iva Zajikova               | Union soviétique |    |                 |
| 11                                 | Lubov Zadoroznaya          | Union soviétique |    |                 |
| 12                                 | Marie-Simone Jaudin        | France           |    |                 |
| 13                                 | Valentina Smirnova         | Union soviétique |    |                 |
| 14                                 | Bella Van der Spiegel-Hage | Pays-Bas         |    |                 |
| 15                                 | Elsy Jacobs                | Luxembourg       |    |                 |
| 16                                 | Giuditta Longari           | Italie           |    |                 |
| 17                                 | Maria Cressari             | Italie           |    |                 |
| 18                                 | Janny Smulders-Jonkers     | Pays-Bas         |    |                 |
| 19                                 | Bajba Tsaune               | Union soviétique |    |                 |
| 20                                 | Inge Van den Broeck        | Belgique         |    |                 |
| 21                                 | Roach                      | Australie        |    |                 |
| 22                                 | Marguerita Dams            | Belgique         |    |                 |
| 23                                 | Hennie Faber-Hondeveld     | Danemark         |    |                 |
| 24                                 | Carol Barton               | Royaume-Uni      |    |                 |
| 25                                 | Patricia Pepper            | Royaume-Uni      |    |                 |
| 26                                 | Joanna Kershaw             | Royaume-Uni      |    |                 |
| 27                                 | Donna Tobias               | États-Unis       |    |                 |
| 28                                 | Ann Horswell               | Royaume-Uni      |    |                 |
| 29                                 | Patsy Sheehy               | Irlande          |    |                 |
| 30                                 | McQueeney                  | États-Unis       |    |                 |
| 31                                 | Francine Verlot            | Belgique         |    |                 |
| 32                                 | Chantal Heuveline          | France           |    |                 |
| 33                                 | Judith Hess                | États-Unis       |    |                 |
| 34                                 | O`Brien                    | Irlande          |    |                 |
| 35                                 | McLean                     | Irlande          |    |                 |